# 吴存荣
吴存荣（1963年5月—），男，安徽无为人，中华人民共和国政治人物。华东水利学院（今河海大学）农田水利工程系农水专业毕业，研究生学历，工商管理硕士，工程师。是中共第十九届中央候补委员。曾任中共重庆市委常委、市政府常务副市长，重庆市人大常委会副主任，山西省政协主席、党组书记等职。2024年12月，因涉嫌严重违纪违法接受纪律审查和监察调查。

## 生平

### 大学和安徽省
1981年9月，吴存荣进入华东水利学院（今河海大学）农田水利工程系农田水利工程专业学习。1984年9月加入中国共产党，1985年7月参加工作。
1985年7月，任安徽省水利水电勘测设计院助理工程师、水工二室副主任。1991年11月，任安徽省治淮领导小组办公室工程科、综合科科长。1993年5月，任安徽省治淮领导小组办公室副主任。1995年12月，任安徽省水利厅规划计划处处长。1997年2月，任中共枞阳县委副书记、代县长、县长。1997年12月，任中共枞阳县委书记。1999年2月，任安徽省水利厅副厅长、党组成员。2001年7月，任安徽省水利厅厅长、党组书记。
2005年12月，任中共合肥市委副书记、代市长。2006年2月，任中共合肥市委副书记、市长（2007年3月至2009年9月，参加中欧国际工商学院EMBA学习，获工商管理硕士学位）。2011年9月，任中共合肥市委书记。2011年10月，升任中共安徽省委常委、兼任合肥市委书记。2016年11月，任中共安徽省委常委，安徽省人民政府常務副省长。

### 重庆市
2017年3月，吴存荣调任中共重庆市委常委、重庆市人民政府常务副市长。2017年10月，中国共产党第十九次全国代表大会上当选中国共产党第十九届中央委员会候补委员。2018年1月，接任转任辽宁省副省长的陈绿平担任两江新区党工委书记（至2018年10月）。2018年2月，当选为第十三届全国人大代表。2021年1月17日，升任重庆市委副书记，同时辞去重庆市副市长职务。
2022年1月21日，当选为重庆市人大常委会副主任。

### 山西省
2023年1月8日，山西省政协举行十二届二十七次常委会议，表明吴存荣已担任山西省政协党组书记。当月15日，当选山西省政协主席。

### 违纪落马
2024年12月16日，吴存荣因涉嫌严重违纪违法，接受中央纪委国家监委纪律审查和监察调查。同月24日，被撤销第十四届全国政协委员资格。2025年6月5日，中央纪委国家监委决定给予吴存荣开除党籍、开除公职处分，收缴违纪违法所得，移送检察机关起诉。